# يوم الجمعة الثالث عشر (فلم 2009)
يوم الجمعة الثالث عشر (بالإنجليزية: Friday the 13th) هو فيلم تم إنتاجه في الولايات المتحدة سنة 2009.

## طاقم التمثيل
- جاريد بادالكي بدور كلاي ميلر.
- اماندا رايتى بدور ويتني ميلر.
- دانييل بانابيكر بدور جينا.

## القصة
تبدأ أحداث الفيلم عندما يخيم مجموعة من الشباب بالقرب من مخيم كريستال، يقال إنه شهد مجموعة من جرائم القتل الوحشية عام 1980م.
وتقول الأسطورة: إن الجرائم ارتكبتها أم حزينة على غرق طفلها، وهو ما أصابها بالجنون لتبدأ بالاعتقاد أن ابنها غرق بسبب إهمال مشرفي المخيم، لينتهي الأمر بقتل السيدة.
يعود ابن السيدة القاتلة، ولكن هذه المرة كقاتل لا يرحم، مليء بالانتقام ومسلح بالعديد من السكاكين والفؤوس والسيوف والآلات الحادة، ويقوم بالهجوم على الشباب المخيمين وقتلِهم
وبعد مرور ستة أشهر يبدأ شقيق إحدى الفتيات المخيمات في توزيع صورها باعتبارها مفقودة، وبينما تعتقد الشرطة أنها هربت مع صديقها، يصر أخوها على موقفه بالبحث عن شقيقته.

## الميزانية والإيرادات
بلغت ميزانية هدا الفيلم ما يقارب 19 مليون دولار فيما جنى أرباح إجمالية بلغت 92.7 مليون دولار.

## وصلات خارجية
- الموقع الرسمي
- مقالات تستعمل روابط فنية بلا صلة مع ويكي بيانات